# Scherflein der Witwe

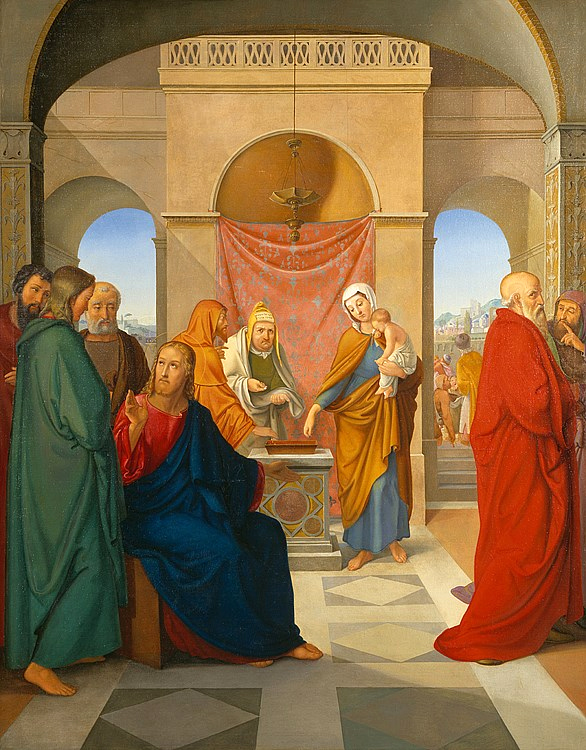
„Das Scherflein der Witwe“ von Johann Caspar Schinz

Das Scherflein der Witwe ist eine Erzählung im Neuen Testament. Sie wird in Mk 12,41–44  und Lk 21,1–4  überliefert. In der Erzählung lobt Jesus die Spende einer Witwe, die er im Verhältnis zum vorhandenen Vermögen bewertet. Der Name der Perikope ergibt sich aus Luthers Übersetzung der gegebenen Geldmünze mit „Scherflein“.

## Einordnung

### Einordnung Innerhalb der Evangelien
Im Markusevangelium findet sich die Perikope am Ende des Abschnitts „Das messianische Wirken im Heiligtum“ (Mk 11,1–12,44). Alle zehn enthaltenen Perikopen spielen im Jerusalemer Tempel. Im Lukasevangelium ist die Erzählung im 5. Hauptteil „Jesu letzter Aufenthalt in Jerusalem“ (Lk 19,28–21,38) einsortiert unter dem Abschnitt „Jesu Auftreten im Tempel zu Jerusalem“ (Lk 19,45–21,4).
In beiden Evangelien geht der Perikope die Kritik Jesu an der Scheinheiligkeit der Pharisäer voraus (Mk 12,38–40 , Lk 20,45–47 ). Im Anschluss folgt die Ankündigung der Zerstörung des Tempels (Mk 13,1 f , Lk 21,5 f ).

### Ort und Zeit der Handlung
Die Erzählung ereignet sich am Ende der Wirkzeit Jesu, zwischen dem Einzug in Jerusalem und seiner Verhaftung.

## Biblische Erzählung
Laut Markusevangelium saß Jesus im Tempel gegenüber dem γαζοφυλάκιον gazophylákion, das Lukasevangelium benennt den Ort nicht explizit. Dies meint allgemein die „Schatzkammer“, im Kontext dieser Perikope jedoch vermutlich den „Opferkasten“. Im Tempel gab es damals 13 solcher Opferkästen, von denen 12 mit einem Bestimmungszweck versehen waren und der dreizehnte einer freiwilligen Gabe insbesondere für Brandopfer diente. Jesus beobachtete, wie die Menschen Geld in die Kästen warfen (Mk 12,41a , Lk 21,1 ). Während Lukas von vornherein nur die Reichen nennt, ergänzt Markus hervorgehoben, dass die Reichen viel gaben (Mk 12,41b ). Eine Witwe kam und warf zwei λεπτά leptá hinein (Mk 12,42 , Lk 21,2 ). Damit wurde auch die jüdische Kleinstmünze Pruta bezeichnet. „Für die zwei Lepta konnte sich die Frau eine Drittelmahlzeit bereiten [...] oder einen halben Sperling kaufen [...].“ Wer sich in der Nähe der Opferkästen aufhielt, bekam mit, in welcher Höhe die Gaben verrichtet wurden: An jedem Kasten tat ein Priester Dienst. Die Spender sagten ihm die Summe, damit er die Richtigkeit prüfen konnte.
Jesus rief seine Jünger zu sich und sagte, die Frau habe mehr Geld gespendet als alle anderen, da sie ihren ganzen Lebensunterhalt gab, während die anderen aus ihrem Überfluss gaben (Mk 12,43 f , Lk 21,3 f ).

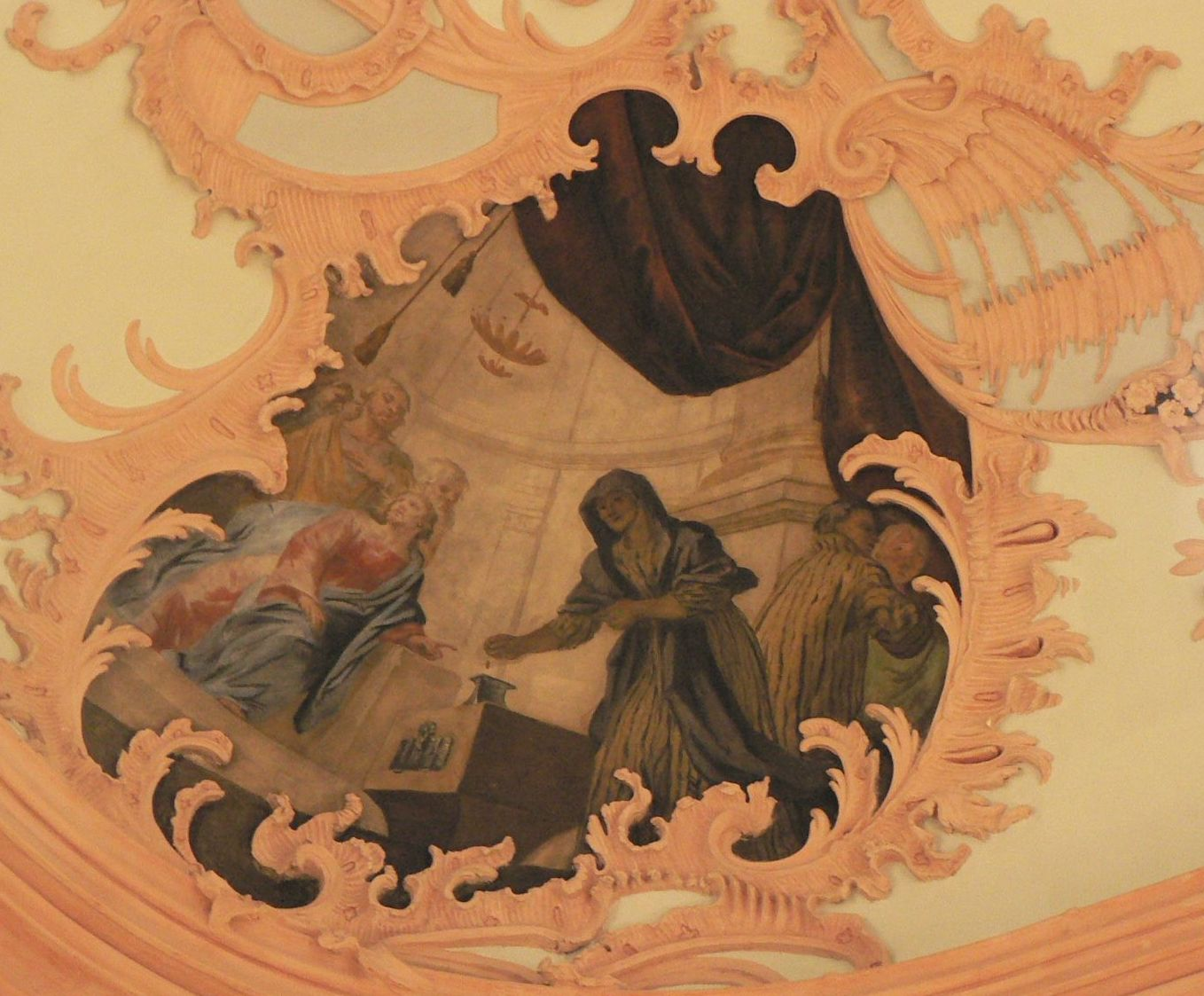
Gemälde des „Scherfleins der Witwe“ in der Kirche St. Martin (Königheim)

## Deutung
Die Perikope greift ein beliebtes Thema der griechischen, römischen und jüdischen Ethik auf: Die kleine Spende von armen Menschen hat höheren Wert als die große Gabe der reichen Menschen. Dabei wird die große Spende nicht geringgeachtet, jedoch die Spende ins Verhältnis zum mit ihr verbundenen Opfer für den Spender gesetzt. Die Witwe wird als Vorbild für liebestätige Frömmigkeit gesehen und der Habsucht der Pharisäer gegenübergestellt. Beim Geben wird Charakter und Zweck der Handlung mitbedacht.
Jedoch ergibt die Einordnung im Markusevangelium inmitten hochchristologischer Texte, dass ihre Deutung darüber hinausgeht. Ausdrücklich leitet Mk 12,43  eine Jüngerbelehrung ein, die mit ἀμήν amēn eröffnet wird. Dies deutet auf ein Offenbarungswort mit ekklesiologischem Bezug, nicht auf eine humanitäre Nutzanwendung. Bereits im Alten Testament findet die Witwe als ekklesiologisches Sinnbild wiederholt Verwendung. Die Witwe wird als Verkörperung des neuen Tempelvolks gedeutet.

## Liturgische Verwendung
In der Evangelischen Kirche in Deutschland findet sich Mk 12,41–44  in der IV. Perikopenreihe für den 8. Sonntag nach Trinitatis. Das Thema des Sonntags ist „Kinder des Lichts (Früchte des Geistes)“.
Zudem ist die Perikope in der Württembergischen Marginalreihe dem Sonntag Okuli mit dem Proprium „Nachfolge“ zugeordnet.